# مراكز كرة سلة

مراكز لاعبي كرة السلة في المنطقة الهجومية: 1. لاعب هجوم خلفي 2. مدافع مسدد الهدف 3. لاعب هجوم صغير الجسم 4. لاعب الهجوم قوي الجسم 5. لاعب الوسط

في كرة السلة،  يضم كل فريق خمسة لاعبين في الملعب، لكل منهم مركز محدد. تاريخيًا، تم تعيين هؤلاء اللاعبين في مراكز يحددها الدور الذي يلعبونه في الملعب. المراكز الثلاثة الرئيسية هي الحراسة، والهجوم، والوسط، حيث يضم الفريق القياسي حارسين، واثنين من المهاجمين، والوسط. مع تطور اللعبة وظهور الأدوار المتخصصة أصبحت الفروق أكثر دقة، واليوم يُعرف كل من المراكز الخمسة باسم ورقم فريد: لاعب هجوم خلفي (PG) أو 1، مدافع مسدد الهدف (SG) أو 2، لاعب هجوم صغير الجسم (SF) أو 3، لاعب هجوم قوي الجسم (PF) أو 4، لاعب وسط (C) أو 5.
فيما يلي هذه قائمة بمراكز كرة سلة
- لاعب هجوم خلفي
- كمبو غارد
- مدافع مسدد الهدف
- سونجمان
- لاعب هجوم صغير الجسم
- بونت فورورد
- لاعب هجوم قوي الجسم
- سترتش فور
- لاعب الوسط
- وسط متقدم

## وصلات خارجية
- موقع Basketball.com
- موقع Eurobasket
- موقع International Basketball الإليكتروني الذي يتناول كرة السلة الدولية
- موقع Basketball-Reference.com: يتناول إحصائيات كرة السلة وتحليلاتها وتاريخها